# Nabakevi
Nabakevi (en georgiano: ნაბაკევი) o Bataigvara (en abjasio: Баҭаигәара) es un pueblo que pertenece a la parcialmente reconocida República de Abjasia, dentro del distrito de Gali, aunque de iure es parte del municipio de Gali de la República Autónoma de Abjasia de Georgia.

## Toponimia
Nabakevi se llamaba Bagari (en georgiano: გაბარი) hasta 1952. 

## Geografía
Nabakevi está situada en la costa del mar Negro, a 15 km de Gali y no lejos de la frontera de Abjasia con Georgia. Aquí hubo un cruce fronterizo entre Georgia y Abjasia hasta su cierre en 2017.
Limita con Sida en el norte, Ganajleba y Pirveli Otobaia en el oeste, el pueblo de Taguiloni en el este y la frontera con Georgia en el este y sur (una de las aldeas en la parte georgiana de la frontera, Shamgona, todavía en la margen derecha del río Inguri). Las aldeas de Etseri y Zeni están bajo la administración del pueblo.

## Historia
Nabakevi fue en el pasado parte de la región histórica georgiana de Mingrelia y desde el siglo XVII de Samurzakan. Después del establecimiento de la Unión Soviética, la aldea formó parte de la RASS de Abjasia dentro del distrito de Gali. En este periodo casi toda la población era de nacionalidad georgiana.
Durante la guerra de Abjasia en 1992-1993, la aldea estuvo controlada por las tropas del gobierno georgiano y, después de los combates, la población quedó bajo el dominio separatista de Abjasia.
Según los acuerdos de Moscú de 1994 sobre el alto el fuego y la división de las partes beligerantes, el distrito de Gali se integró en la zona de amortiguamiento, donde la seguridad de las fuerzas de paz de la CEI se ocupaba de la seguridad dentro de la misión UNOMIG. Las fuerzas de paz abandonaron Abjasia después de que Rusia reconociera su independencia en 2008. 
El cruce fronterizo de Abjasia con Georgia estaba ubicado en un puente sobre el arroyo Jurcha, y justo detrás del mismo había una base y un cuartel para las tropas rusas. Esto generó incidentes, siendo el peor un tiroteo en Jurcha cerca de los autobuses el 21 de mayo de 2008, que transportaba a la población georgiana de Nabakia para votar en las elecciones en Georgia. Sin embargo, algunos testigos presenciales afirman que todo el incidente fue organizado por las fuerzas armadas georgianas, ya que el tiroteo tuvo lugar desde el lado opuesto de la frontera. Tras la caída del régimen de Saakashvili en Georgia, se completó la investigación del incidente y dos exoficiales georgianos fueron declarados culpables de excederse en sus poderes en 2014 (absueltos de los cargos de terrorismo).
En marzo de 2017, se cerró el paso fronterizo de Nabakia a Jurcha y se rodeó la frontera con una valla doble con alambre de púas. Hubo protestas contra el cierre previsto del cruce fronterizo local con Georgia, ya que éste era utilizado por los lugareños para trasladarse al trabajo o a llevar los niños a la escuela en el lado georgiano, donde había mejor educación disponible que en las escuelas de Abjasia.

## Demografía
La evolución demográfica de Nabakevi entre 1989 y 2011 fue la siguiente:
| 834                                                 | 999 |
| (Fuente: Population of Abkhazia since Soviet times) |     |

La población ha aumentado tras la guerra de Abjasia pero su composición no ha variado, siendo inmensamente mayoritarios los georgianos étnicos.
|              | 2011      | 2011       |
| Grupo étnico | Población | Porcentaje |
| ------------ | --------- | ---------- |
| Georgianos   | 987       | 98,8%      |
| Abjasios     | 5         | 0,5%       |
| Rusos        | 6         | 0,6%       |
| Griegos      | 1         | 0,1%       |
| Total        | 999       | 100%       |

## Infraestructura

### Arquitectura y monumentos
El pueblo conserva las ruinas de una antigua iglesia ortodoxa, la iglesia de Nabakevi, construida en tiempos medievales.